# Canal+ Sport
 (juillet 2023).
Ne doit pas être confondu avec Sport+ ou Canal+ Sport 360.
Canal+ Sport, anciennement dénommé Canal+ Vert, est une chaîne de télévision thématique payante française privée consacrée à la diffusion d’événements sportifs et appartenant au bouquet Canal+ Sport, au Groupe Canal+ et au groupe Vivendi, lui-même contrôlé par le groupe Bolloré.

## Historique de la chaîne
Canal+ Vert est créé le 31 août 1998 pour enrichir l'offre payante du bouquet CanalSatellite et sur le câble, grâce à sa dominante sportive. La chaîne Canal+ consacre 22 % de son temps d'antenne au sport et seulement 37,7 % au cinéma, les 40,3 % restants concernant les émissions, documentaires et cases de séries ou téléfilms. Canal+ Vert retransmet des événements sportifs en première partie de soirée, composant l’essentiel de sa grille de programmes à cette tranche horaire. Dans le cadre de la création de l'offre Canal+ Le Bouquet, la chaîne est renommée le 1er novembre 2003 en Canal+ Sport. Le 20 avril 2005, Canal+ Sport présente au CSA sa candidature à l'obtention d'un canal sur la TNT payante. Sa candidature ayant été retenue, le CSA lui attribue le canal numéro 32 sur le multiplex R3 de la TNT payante et la chaîne commence à diffuser ses programmes le 21 novembre 2005 via l'abonnement « Premium » de Canal+, comprenant également les chaînes Canal+ et Canal+ Cinéma.
Le 8 juin 2010, Canal+ Sport commence à diffuser ses programmes en haute définition (HD).
En 2024, Canal+ Sport est candidate au renouvellement de sa fréquence TNT dont la licence arrive à échéance en 2025. La chaîne est auditionnée le 8 juillet 2024 par l'Arcom. Sa candidature est retenue et figure dans la liste des chaînes pré-sélectionnées, comme l’a annoncé l'Autorité le 24 juillet 2024.
Le 5 décembre 2024, le groupe Canal+ annonce le retrait de toutes ses chaînes payantes de la TNT à compter de juin 2025. Cette décision concerne Canal+ Sport mais également Canal+, Canal+ Cinéma(s) et Planète+. Longtemps envisagée, cette mesure a été précipitée par le retrait imposé de C8 par l'Arcom, prévu pour le 28 février 2025.

### Identité graphique
Le nouveau logo de Canal+ Sport adopté le 20 août 2009, retire la marque « Canal » pour ne garder que le « + ». Lors des directs, le logo affiché est « + Sport », en blanc sur fond noir, comparable au logo de Canal+.
Le 1er septembre 2023, toutes les chaînes Canal+, dont la déclinaison « Sport », bénéficient d'une refonte de leur identité visuelle.

Logo de Canal+ Vert du 31 août 1998 au 1er novembre 2003.
Logo de Canal+ Sport du 1er novembre 2003 au 5 mars 2005.
Logo de Canal+ Sport du 5 mars 2005 au 1er juillet 2006.
Logo de Canal+ Sport du 1er juillet 2006 au 20 août 2009.
Logo de Canal+ Sport du 20 août 2009 au 21 septembre 2013.
Logo de Canal+ Sport depuis le 1er septembre 2023.

### Capital
Canal+ Sport est éditée par Canal+ SA.

## Programmes
La programmation de Canal+ Sport est essentiellement composée de retransmissions sportives en direct (rugby, sports mécaniques, golf, voile...), d'émissions d'actualité sportive et de décryptage.

### Émissions actuelles
- Soir de rugby, magazine sur la Pro D2, présenté par Romain Lafitte le vendredi à 22h50.
- L'oeil des pros, magazine sur l'actualité du golf, présenté par Julien Xanthopoulos.

D'autres émissions de décryptage de rugby, de sports mécaniques et omnisports du groupe Canal+ sont rediffusées : 
- Canal Rugby Club
- Canal Sports Club
- Late Sport 360
- Zapsport
- Golf+ le mag,
- Formula One,
- Grand Prix

Des documentaires omnisports du groupe Canal+ sont rediffusés : 
- Intérieur sport
- Doc sport

### Droits en cours
Les différentes affiches sont diffusées également sur Canal+, et les canaux Multisports.
Football
- Ligue des champions de l'UEFA (2024-2027). Deux affiches le mardi et le mercredi à 21h.
- Ligue Europa (2024-2027). Une affiche le jeudi à 18h45.

Rugby à XV
- Top 14 (depuis 1985, jusqu'en 2032). En intégralité sur les canaux Multisports (Rugby+).
- Pro D2 (depuis 2015, jusqu'en 2032). En intégralité sur les canaux Multisports (Rugby+).
- Championnat de France féminin de rugby à XV (depuis 2024).
- Super Rugby
- The Rugby Championship
- NPC
- Currie Cup
- Test-matchs à domicile des équipes de rugby à XV d'Afrique du Sud, d'Argentine, d'Australie et de Nouvelle-Zélande

Rugby à VII
- World Rugby Sevens Series
- Supersevens

Sports mécaniques
- Formule 1 : les essais et les qualifications (1987-1990, 1996, 2013-2029)
- Formule 2
- Formule 3
- IndyCar Series
- Porsche Supercup

Golf
- Ryder Cup (en intégralité Golf+)
- PGA European Tour (en intégralité Golf+)
- Open de France (en intégralité Golf+)
- Masters d’Augusta (en intégralité Golf+)

## Journalistes et consultants

### Journalistes
- Antoine Arlot
- Gaspard Augendre
- Astrid Bard
- Éric Bayle
- Mathilde Brun
- Amaia Cazenave
- Hélène Cougoule
- Pierre Daudiès
- Manon David
- Jenny Demay
- Jules Deramble
- Anthony Drevet
- Laurent Dupin
- Nicolas Dupin de Beyssat
- Georges Eddy
- Jean-Baptiste Esculié
- Julien Fébreau
- Nicolas Fontaine
- Manon Fossade
- Charlotte Gabas
- Guilhem Garrigues
- Stéphane Genti
- Thomas Glavany
- Philippe Groussard
- Julien Guerre
- Thomas Guichard
- Bertrand Guillemin
- Sébastien Heulot
- Lyes Houhou
- Margot Laffite
- Romain Laffite
- Marine Lopez
- Mathias Mantaghetti
- Dimitri Martin
- Thibault Martinez-Delcayrou
- Amandine Morhaim
- Thibault Pallordet
- Clément Reppelin
- Laurent Rigal
- Pauline Sanzey
- Thomas Sénécal
- Nicolas Souchon
- Raphaëlle Talbot
- Nicolas Tourriol
- Julien Xanthopoulos

### Consultants

#### Sports Autos
- Paul Belmondo
- Romain Grosjean
- Franck Montagny
- Loic Duval
- Jean Alesi
- Jacques Villeneuve
- Yoann Bonato
- Julien Ingrassia
- Pierre Combot
- Renaud Derlot
- Louis Rossi

#### Rugby
- Samuel Alerte
- Julien Arias
- Mathieu Blin
- Richard Dourthe
- David Gérard
- Fanny Horta
- Juan Imhoff
- Laurent Labit
- Marc Lièvremont
- Thomas Lièvremont
- Romain Magellan
- Marjorie Mayans
- François Plisson
- Olivier Roumat
- Jérôme Thion
- Sacha Valleau
- Jonathan Wisniewski
- Marie-Alice Yahé

## Diffusion
Canal+ Sport propose sa diffusion sur la TNT, via les Satellite de Canal, via le Câble, l'ADSL ou la Fibre de SFR TV, Bouygues Telecom, Freebox TV ou La TV d'Orange, via son site internet et son application mobile MyCanal.
Elle est présente dans le bouquet Canal+ Sport.

### Suisse
En Suisse, Canal+ Sport est inclus dans l'offre Sport de Canal+ Suisse (sur les réseaux du câble et IPTV), et dans Les Chaînes Canal+ sur CanalSat Suisse.
| UPC Suisse | Netplus | Sunrise |
| ---------- | ------- | ------- |
| 56         | 102     | 302     |

## Audiences
En 2011, Canal+ Sport a obtenu 0,9 % d'audience sur le câble, l'ADSL et le satellite.